# Лужицкая культура
Лу́жицкая культу́ра (нем. lausitzer Kultur, пол. kultura łużycka) — археологическая культура бронзового и раннего железного веков (XII—IV века до н. э.), распространённая на территории востока Германии, Польши, Чехии, юго-запада Беларуси (Полесье) и запада Украины (Волынь). Лужицкие древности входят в состав культурной общности полей погребальных урн.
Название получила от исторических областей Верхняя Лужица и Нижняя Лужица, где впервые были найдены могильники и поселения лужицкой культуры.

## Генетические связи
Генетически связана с тшинецкой и унетицкой культурами и затем эволюционирует в поморскую культуру.

## Материальная культура

### Жилища
Посёлки состояли из столбовых домов, стены которых составляли вертикальные столбы с плетнём, обмазанным глиной, или забранные досками.

### Погребения
Погребальными памятниками лужицкой культуры являются бескурганные могильники, нередко насчитывающие по нескольку сотен захоронений. Погребения представлены в виде кладбищенских урн с кремированным прахом.

## Язык
О языке населения лужицкой культуры среди исследователей нет единого мнения. Большинство сходится в том, что это были разные западно-индоевропейские диалекты, часть которых могла не сохраниться.
Одни исследователи считают, что народы лужицкой культуры говорили на языках кельто-италийской группы. Другие полагают, что они были предками иллирийцев или кельто-иллирийцами. Наконец, существует версия о существовании в индоевропейской среде в середине I тысячелетия до н. э. ряда языков, не относящихся к перечисленным выше и не дошедших до нас в связи с тем, что потомки носителей этих индоевропейских языков (или диалектных групп) были ассимилированы позднее германцами, либо, в еще более позднее время, славянами.
По оценке Б. А. Рыбакова:
Лужицкая культура была, очевидно, разноэтническим комплексом, охватившим половину праславян, часть прагерманцев и какую-то часть итало-иллирийских племён на юге, где бронзолитейное дело стояло высоко. <…> Лужицкое единство учёные нередко называют венетским (венедским), по имени древней группы племён, некогда широко расселявшихся по Центральной Европе. Вхождение западной части праславян в это временное единство и их значение внутри лужицкого единства явствуют из того, что в раннем средневековье венетов считали предками славян и отождествляли их с теми славянами, которые остались на своём месте, не принимая участия в миграционных потоках на юг.

## Палеогенетика

### Митохондриальные и Y-хромосомные гаплогруппы
Представитель лужицкой культуры из Halberstadt-Sonntagsfeld (Саксония-Анхальт, Германия), живший 1113—1021 лет до н. э., был носителем характерной для балтов и славян Y-хромосомной гаплогруппы R1a1a1b1a2 (Z280) и митохондриальной гаплогруппы H23.

## Галерея

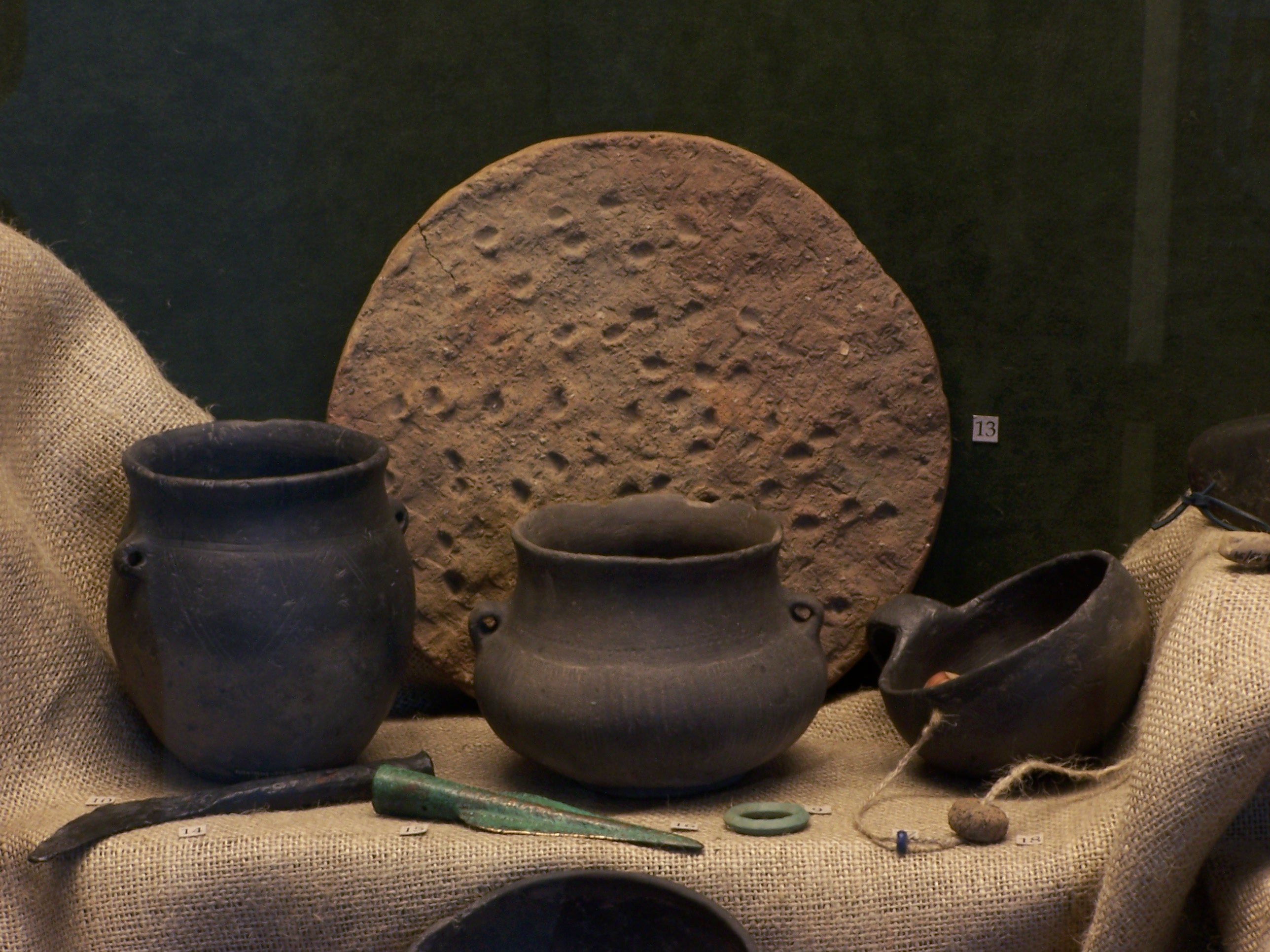
Объекты лужицкой культуры